# Milton Giménez
Milton Giménez (Grand Bourg, 12 agosto 1996) è un calciatore argentino, attaccante del Boca Juniors.

## Caratteristiche tecniche
È un centravanti

## Carriera

### Club

#### Gli inizi, Necaxa
Cresciuto nel settore giovanile dell'Atlanta, debutta in prima squadra l'8 novembre 2014 in occasione dell'incontro di Primera B Metropolitana perso 1-0 contro il Tristán Suárez
Dopo alcuni prestiti nelle serie minori, nel 2022 viene acquistato dal Necaxa. Il 24 gennaio 2022 debutta con il club messicano, in occasione del match vinto per 4-1 contro il Santos Laguna, dove mette a segno la prima rete nella nuova squadra. Totalizza complessivamente 36 presenze e 9 reti in una stagione e mezzo.

#### Banfield
Nel 2023 il Banfield acquista la proprietà del cartellino per una cifra vicina ai due milioni di dollari.
Il 16 settembre 2023 debutta con la nuova squadra, in occasione dell'incontro disputato contro l'Argentinos Juniors. Due mesi più tardi realizza le prime due reti ufficiali  durante il match vinto per 2-1 contro il Colón.
Un anno più tardi segna, allo scadere, la rete del pareggio nel derby contro il Lanús.
Nel 2024 mette a segno quattro reti nelle prime cinque giornate della Primera División, di cui una doppietta al Newell's Old Boys. Le ottime prestazioni e i buoni numeri fatti registrare con i biancoverdi attirano l'attenzione dei grandi club argentini, in particolar modo quella del San Lorenzo.

#### Boca Juniors
Il 6 luglio 2024 viene acquisito dal Boca Juniors, con cui sottoscrive un contratto fino al 31 dicembre 2027.

## Statistiche

### Presenze e reti nei club
Statistiche aggiornate al 16 marzo 2025.
| Stagione            | Squadra               | Campionato          | Campionato | Campionato | Coppe nazionali | Coppe nazionali | Coppe nazionali | Coppe continentali | Coppe continentali | Coppe continentali | Altre coppe | Altre coppe | Altre coppe | Totale | Totale |
| Stagione            | Squadra               | Comp                | Pres       | Reti       | Comp            | Pres            | Reti            | Comp               | Pres               | Reti               | Comp        | Pres        | Reti        | Pres   | Reti   |
| ------------------- | --------------------- | ------------------- | ---------- | ---------- | --------------- | --------------- | --------------- | ------------------ | ------------------ | ------------------ | ----------- | ----------- | ----------- | ------ | ------ |
| 2014                | Atlanta               | PBM                 | 1          | 0          | -               | -               | -               | -                  | -                  | -                  | -           | -           | -           | 1      | 0      |
| 2015                | Atlanta               | PBM                 | 1          | 0          | -               | -               | -               | -                  | -                  | -                  | -           | -           | -           | 1      | 0      |
| 2016                | Atlanta               | PBM                 | 1          | 0          | -               | -               | -               | -                  | -                  | -                  | -           | -           | -           | 1      | 0      |
| lug.-dic. 2016      | Atlanta               | PBM                 | 9          | 0          | -               | -               | -               | -                  | -                  | -                  | -           | -           | -           | 9      | 0      |
| gen.-giu. 2017      | Ferrocarril Midland   | PC                  | 20         | 5          | -               | -               | -               | -                  | -                  | -                  | -           | -           | -           | 20     | 5      |
| 2017-2018           | Atlanta               | PBM                 | 14         | 5          | -               | -               | -               | -                  | -                  | -                  | -           | -           | -           | 14     | 5      |
| 2018-2019           | Atlanta               | PBM                 | 11         | 1          | CA              | 1               | 0               | -                  | -                  | -                  | -           | -           | -           | 12     | 1      |
| 2019-2020           | Comunicaciones        | PBM                 | 25         | 15         | -               | -               | -               | -                  | -                  | -                  | -           | -           | -           | 25     | 15     |
| 2020                | Atlanta               | PBN                 | 10         | 2          | -               | -               | -               | -                  | -                  | -                  | -           | -           | -           | 10     | 2      |
| Totale Atlanta      | Totale Atlanta        | Totale Atlanta      | 47         | 8          |                 | 1               | 0               |                    | -                  | -                  |             | -           | -           | 48     | 8      |
| 2021                | Central Córdoba (SdE) | PD                  | 23         | 11         | CA+CdL          | 0+10            | 0+5             | -                  | -                  | -                  | -           | -           | -           | 33     | 16     |
| gen.-giu. 2022      | Necaxa                | LMX                 | 15         | 5          | -               | -               | -               | -                  | -                  | -                  | -           | -           | -           | 15     | 5      |
| 2022-gen. 2023      | Necaxa                | LMX                 | 23         | 4          | -               | -               | -               | -                  | -                  | -                  | -           | -           | -           | 23     | 4      |
| Totale Necaxa       | Totale Necaxa         | Totale Necaxa       | 38         | 9          |                 | -               | -               |                    | -                  | -                  |             | -           | -           | 38     | 9      |
| feb.-dic. 2023      | Banfield              | PD                  | 23         | 5          | CA+CdL          | 2+12            | 2+2             | -                  | -                  | -                  | TC          | 1           | 0           | 38     | 9      |
| gen.-giu. 2024      | Banfield              | PD                  | 5          | 4          | CA+CdL          | 2+13            | 3+4             | -                  | -                  | -                  | -           | -           | -           | 20     | 11     |
| Totale Banfield     | Totale Banfield       | Totale Banfield     | 28         | 9          |                 | 4+25            | 5+6             |                    | -                  | -                  |             | -           | -           | 58     | 20     |
| lug.-dic. 2024      | Boca Juniors          | PD                  | 20         | 6          | CA              | 3               | 0               | CS                 | 2                  | 1                  | -           | -           | -           | 25     | 7      |
| 2025                | Boca Juniors          | PD                  | 9          | 4          | CA              | 1               | 1               | CL                 | 2                  | 0                  | Cmc         | -           | -           | 12     | 5      |
| Totale Boca Juniors | Totale Boca Juniors   | Totale Boca Juniors | 29         | 10         |                 | 4               | 1               |                    | 4                  | 1                  |             | -           | -           | 37     | 12     |
| Totale carriera     | Totale carriera       | Totale carriera     | 210        | 67         |                 | 44              | 17              |                    | 4                  | 1                  |             | 1           | 0           | 259    | 85     |